# عميد تفتازاني
عبد الحميد التفتازاني (ولد سنة 1909 ـ تاريخ وفاته غير معلوم) أو كما عُرف في السينما العالمية باسم عميد تفتازاني (بالإنجليزية: Amid Taftazani)‏ هو ممثل سينمائي مصري من أوائل الممثلين المصريين الذين عملوا في السينما العالمية؛ إذ عمل في السينما البريطانية في ثلاثينيات القرن العشرين.
قام التفتازاني بعدة أدوار ثانوية في السينما البريطانية أشهرها قيامه بدور كراجا باشا في فيلم «الريشات الأربع» (بالإنجليزية: The Four Feathers)‏ سنة 1939، ودور محمد خان في فيلم «الطبلة» (بالإنجليزية: The Drum)‏ سنة 1938، وكلاهما للمخرج زولتان كوردا ويجسدان أحداثًا تاريخية وقعت في السودان والهند على الترتيب.